# 松宗镇
松宗镇，是中华人民共和国西藏自治区林芝市波密县下辖的一个乡镇级行政单位。

## 行政区划
松宗镇下辖以下地区：
角达村、德巴村、岗巴村、多格村、纳玉村、角通村、栋亚村、格尼村和栋曲村。